# Артефакт (археологія)
Артефакт (лат. artefactum від arte — штучно + factus — зроблений) в археології — об'єкт, підданий у минулому спрямованому механічному впливу, виявлений в результаті цілеспрямованих археологічних розкопок або якої-небудь одиничної іноді випадкової події. Прикладами артефактів є кам'яні інструменти, ювелірні вироби, зброя, кераміка, споруди та їхні деталі, вугілля стародавнього вогнища, кістки, які мають сліди впливу людини, тощо. Артефакти вивчаються археологами, які здійснюють розкопки археологічних пам'яток, досліджують і публікують знахідки й результати розкопок і відновлюють за цими даними історичне минуле людства. Цінні з погляду науки чи мистецтва артефакти демонструються в музеях і на виставках.

## Термінологія
Слово артефакт в українськомовній літературі вживають відносно недавно і воно є запозиченням з англійської мови (англ. artifact, artefact), яке своєю чергою походить від лат. ars (штучно) + лат. factum (зроблене). Термін проник у первісну археологію, а потім в інші галузі археології з біології та медицини. У літературі для назви артефактів вживали такі еквівалентні терміни:
- Предмети матеріальної культури. Тут слово «культура» вжито у тому ж сенсі, що й у термін археологічна культура.
- Археологічні пам'ятки. Цей термін має ширше значення, археологічними пам'ятками називають також більші об'єкти, наприклад, стародавнє поселення загалом. Археологічними пам'ятками найчастіше називають особливо цінні артефакти.
- Археологічні знахідки. Серед них виокремлюють індивідуальні та масові знахідки.

Застосування терміна артефакт в археології загалом не можна визнати прийнятним через його семантику. Апріорі майже всі археологічні знахідки виготовлені людиною. Термін застосовується тільки у випадках вирішення проблеми походження предмета: чи це об'єкт природного походження, чи зроблений людиною. Якщо доведено виготовлення предмета людиною, предмет визнають артефактом.